# 옥계종택
옥계종택(玉溪宗宅)은 대한민국 경상북도 봉화군 법전면에 있는 종택이다. 2008년 12월 29일 경상북도의 문화재자료 제547호로 지정되었다.

## 개요
조선 고종 17년(1880)의 명문 망와(光緖 六年, 庚辰 四月)로 볼 때 1880년 이전에 건립된 건물로 볼 수 있다. 현재 玉溪 金命欽의 종택으로 보존되어 있는 건물로 옥계문집과 명문 망와, 근대의 수리기록 등은 후대에 보존되어야할 자료이다.
전형적인 口자형 건물로 중문칸 좌측에 마구간과 고방을, 그리고 우측에는 사랑채를 두었다. 안채 중앙에는 2칸 대청과 반칸의 퇴칸을 둔 上房이 있고 좌측에 안방과 부엌을 배치하고 우측에 庫房을 두어 翼舍를 구성하였다.
안채 안방의 들창문 위치와, 사랑채의 사랑방과 사랑마루 사이에 둔 전실과 사랑방을 헌함까지 내밀어 사랑마당 측으로 근접시켜 방을 키운점 등이 경상북도 북부지역의 주거평면 유형의 변천과정을 엿 볼 수 있어 문화재로 보존할 가치가 있다.

## 참고 자료
- 옥계종택 - 국가유산청 국가유산포털